# Battaglia di Weihaiwei
La battaglia di Weihaiwei fu combattuta nella penisola di Shandong nel 1895 tra Cina e Giappone, ed ebbe sia azioni terrestri che marittime. La vittoria nipponica fu importante per la non lontana fine della guerra, che affermò l'ascesa del Giappone come potenza internazionale, ruolo che la successiva guerra russo-giapponese confermerà.